# Dzbankówka kulista

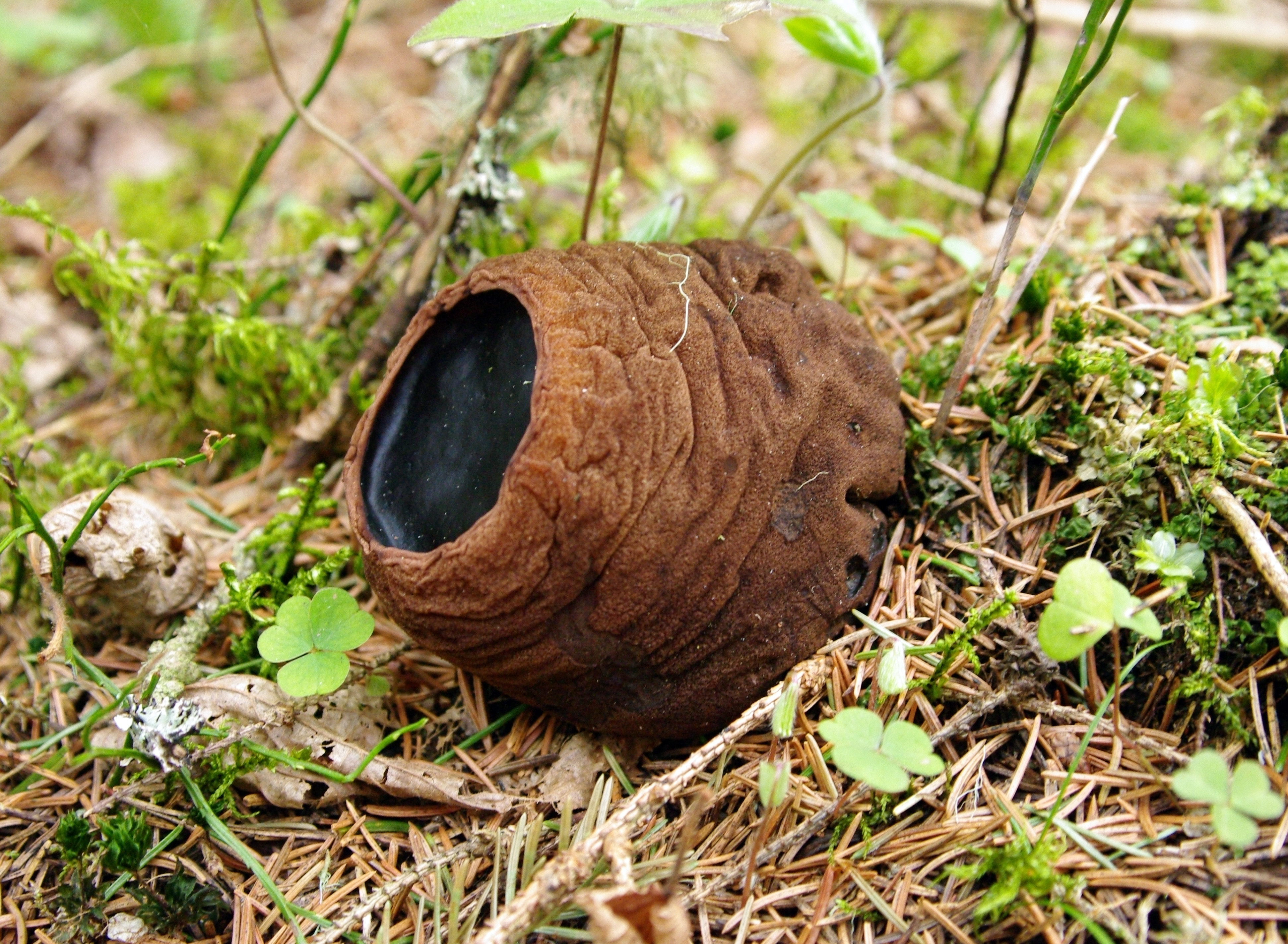
Dzbankówka kulista (Sarcosoma globosum (Schmidel) Casp.)

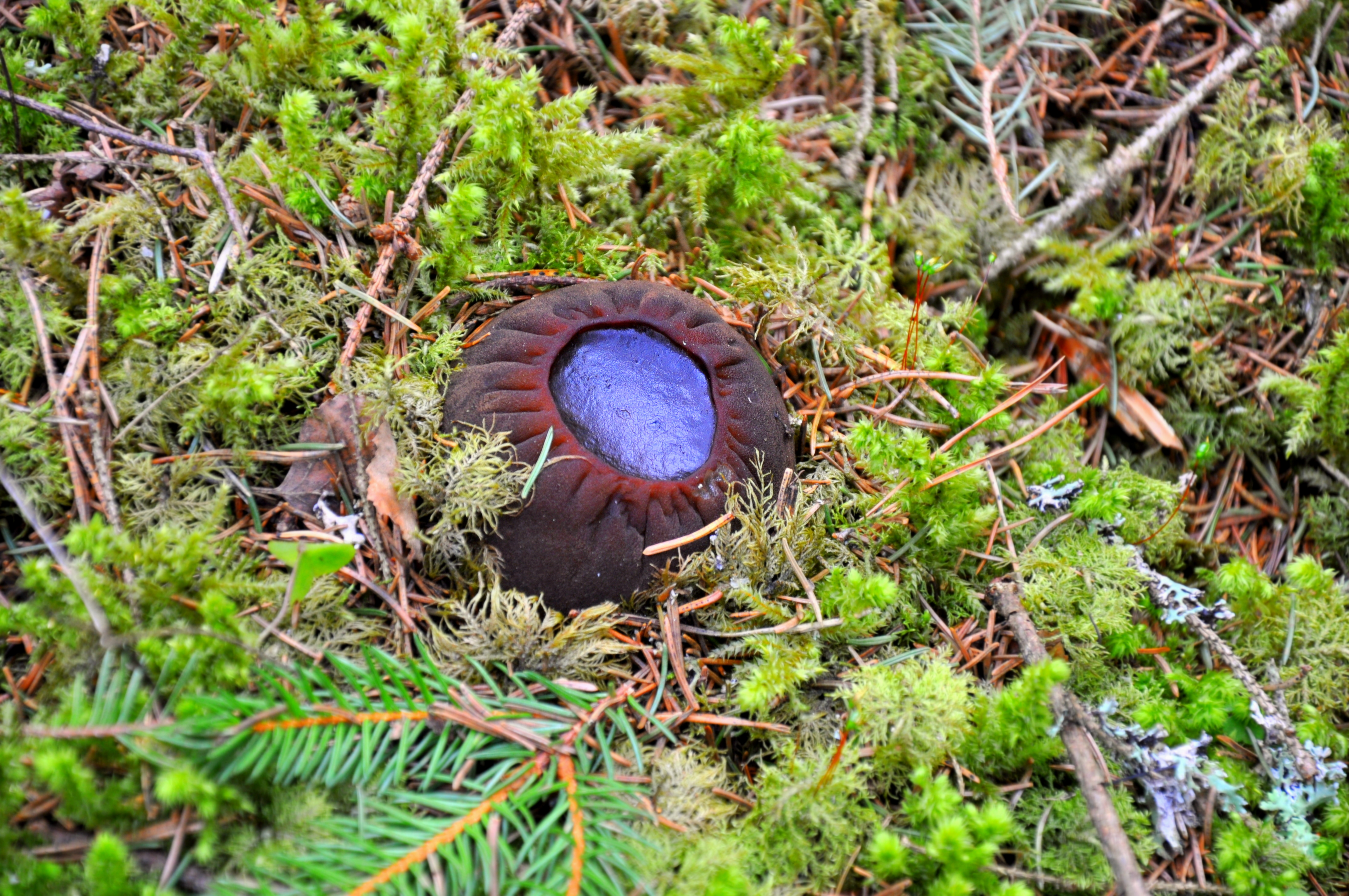
Dzbankówka kulista (Sarcosoma globosum (Schmidel) Casp.)

Dzbankówka kulista (Sarcosoma globosum (Schmidel) Casp.) – gatunek grzybów z rodziny Sarcosomataceae.

## Systematyka i nazewnictwo
Pozycja w klasyfikacji według Index Fungorum
Sarcosoma, Sarcosomataceae, Pezizales, Pezizomycetidae, Pezizomycetes, Pezizomycotina, Ascomycota, Fungi.
Po raz pierwszy takson ten zdiagnozował w roku 1793 Casimir Christoph Schmidel nadając mu nazwę Burcardia globosa. Obecną, uznaną przez Index Fungorum nazwę, nadał mu w 1891 r. Robert Caspary przenosząc go do rodzaju dzbankówka (Sarcosoma).
Synonimy nazwy naukowej:

- Bulgaria globosa (Schmidel) Fr. 1822
- Burcardia globosa Schmidel 1793
- Sarcosoma globosum var. platydiscus Casp. 1891
- Sarcosoma platydiscus (Casp.) Sacc. 1892

Nazwa polska według Komisji do spraw polskiego nazewnictwa grzybów.

## Morfologia
Owocnik
Zewnętrzna powierzchnia brązowo-czarna; bezwłosy, ale często pomarszczony. Wymiary 3–8 (–10) cm średnicy i 3,5–7,0 cm wysokości, łuszczący się, gruboskórny. Najpierw prawie okrągły, potem w kształcie stożka zwężającego się ku górze. Brak wyraźnego trzonu. Od góry ma kształt wklęsłej miseczki czarnego koloru.
Cechy mikroskopowe
Miąższ galaretowaty, z wiekiem wodnisty. Hymenium ma kolor od ciemnoszaro–brązowego do oliwkowo–brązowego. Worki o rozmiarze 250–300 × 35–38 μm, mają po 8 zarodników i są nieamyloidalne, a wąskie parafizy są zwykle brązowe. Zarodniki elipsoidalne, hialinowe, gładkie, mają małe krople na końcach i mają wymiary 20–30 (–34) x 7–10 (–13) μm.

## Występowanie i siedlisko
Znane jest występowanie tego gatunku w Ameryce Północnej, Europie i Azji. W polskim piśmiennictwie naukowym do 2020 r. podano 13 stanowisk, ale wszystkie są już historyczne (dawne). W Polsce podlega ochronie ścisłej. Na Czerwonej liście roślin i grzybów Polski ma kategorię E (Wymierające – krytycznie zagrożone). Gatunek wpisany do Czerwonej księgi gatunków zagrożonych IUCN – kategoria zagrożenia NT bliskie zagrożenia (near threatened). Pojawia się od zimy do wczesnego lata.
Choć gatunek ten znajduje się w Czerwonej księdze gatunków zagrożonych IUCN, to w Finlandii zaobserwowano wzrost jego populacji w przeciągu ostatnich trzech dziesięcioleci (dane z 2013). Naukowcy upatrują jednej z przyczyn tego zjawiska w zmianie klimatu, objawiającej się tamże cieplejszymi zimami i deszczowymi wiosnami.
Jest to bardzo rzadki gatunek, występujący głównie w chłodniejszym klimacie. Owocniki pojawiają się pojedynczo lub w grupach, częściowo zakopane w ziemi. Występuje w wilgotnych lasach świerkowych (Picea sp.) z grubym dywanem z mchu, często wzdłuż strumieni. Gatunek prawdopodobnie saprotroficzny.